# Học thuyết Bush

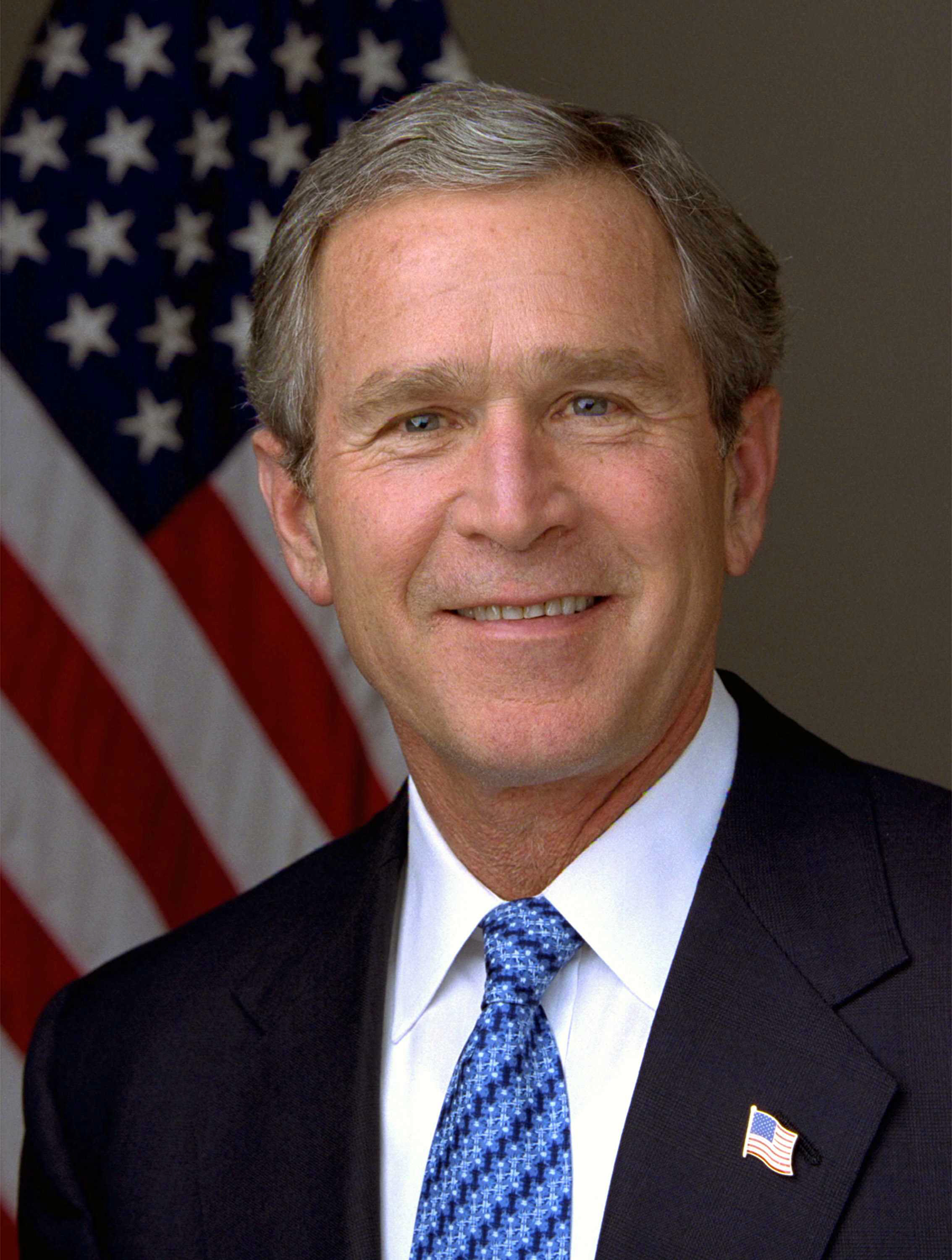
Tổng thống Hoa Kỳ George W. Bush.

Học thuyết Bush (tiếng Anh: Bush Doctrine) là cụm từ chỉ các nguyên tắc chính sách ngoại giao của Tổng thống Hoa Kỳ George W. Bush. Cụm từ này lần đầu tiên được sử dụng bởi Charles Krauthammer vào tháng 6 năm 2001 để mô tả "sự rút lui đơn phương của chính quyền Bush khỏi hiệp ước ABM và Nghị định thư Kyoto". Sau sự kiện 11 tháng 9, cụm từ này mô tả chính sách mà Hoa Kỳ có quyền tự bảo vệ chống lại các quốc gia chứa chấp hoặc viện trợ cho các nhóm khủng bố, được sử dụng để biện minh cho cuộc xâm lược năm 2001 của Afghanistan.
Các chuyên gia khác nhau sẽ đưa ra các ý nghĩa khác nhau "Học thuyết Bush", do nó mô tả các yếu tố khác, bao gồm cả chính sách gây tranh cãi của chiến tranh phòng ngừa, trong đó cho rằng Hoa Kỳ cần phải lật đổ chế độ nước ngoài đại diện cho một mối đe dọa tiềm năng hoặc một đe dọa nhận thức đến an ninh Hoa Kỳ, thậm chí nếu đó là mối đe dọa không phải là ngay lập tức; một chính sách truyền bá dân chủ trên thế giới, đặc biệt là ở Trung Đông, như một chiến lược cho cuộc chiến chống khủng bố; và sẵn sàng đơn phương theo đuổi các lợi ích quân sự của Hoa Kỳ. một số các chính sách này đã được hệ thống hóa trong một văn bản quốc gia Hội đồng An ninh Quốc gia với tựa "Chiến lược An ninh Quốc gia của Hoa Kỳ" được xuất bản vào ngày 20 tháng 9 năm 2002.
Cụm từ "Học thuyết Bush" hiếm khi được sử dụng bởi các thành viên của chính quyền Bush. Khái niệm này dù vậy cũng đã được sử dụng ít nhất một lần, bởi Phó Tổng thống Dick Cheney, trong một bài phát biểu năm 2003 tháng sáu, trong đó ông nói, "Nếu có bất cứ ai trong thế giới ngày nay nghi ngờ mức độ nghiêm trọng của Học thuyết Bush, tôi sẽ hối thúc người đó xem xét số phận của Taliban ở Afghanistan, và chế độ Saddam Hussein tại Iraq".
Các yếu tố chính của Học thuyết Bush được mô tả trong một tài liệu, Chiến lược An ninh Quốc gia Hoa Kỳ, xuất bản ngày 17 tháng 9 năm 2002. Tài liệu này thường được trích dẫn là tuyên bố xác định của học thuyết. Nó được cập nhật năm 2006 và được nêu như sau:
| “ | Môi trường an ninh đối đầu với Hoa Kỳ ngày nay là hoàn toàn khác với những gì chúng ta đã phải đối mặt trước đây. Tuy nhiên, nhiệm vụ đầu tiên của Chính phủ Hoa Kỳ vẫn còn như đã từng có là: bảo vệ người dân Mỹ và các lợi ích của Hoa Kỳ. Đây là một nguyên tắc lâu dài của Mỹ rằng nhiệm vụ này buộc chính phủ phải dự đoán và đối phó với các mối đe dọa, bằng cách sử dụng tất cả các yếu tố sức mạnh quốc gia, trước khi các mối đe dọa có thể làm thiệt hại nghiêm trọng. Mối đe dọa càng lớn hơn, mối nguy của việc không hành động càng lớn hơn - và trường hợp thuyết phục hơn cho hành động ngăn ngừa để tự vệ, ngay cả khi không chắc chắn vẫn còn là thời gian và địa điểm của cuộc tấn công của đối phương. Có vài mối đe dọa lớn hơn một cuộc tấn công khủng bố bằng vũ khí hủy diệt hàng loạt. Để ngăn chặn hoặc đề phòng các hành vi thù địch của kẻ thù của chúng ta, Hoa Kỳ sẽ, nếu cần thiết, hành động phủ đầu trong việc thực hiện quyền vốn có của chúng ta về tự vệ. Hoa Kỳ sẽ không phải sử dụng tới bạo lực trong tất cả các trường hợp để chặn trước các mối đe dọa đang nảy sinh. Ưu tiên của chúng ta là những hành động phi quân sự thành công. Và không một quốc gia bao giờ nên sử dụng đánh đòn phủ đầu như là một cái cớ để xâm lược. | ” |

## Sách
- Bacevich, Andrew J. The New American Militarism: How Americans Are Seduced By War, New York & London, Oxford University Press, 2005. ISBN 0-19-517338-4
- Bennett, William J. Why We Fight: Moral Clarity and the War on Terrorism, New York, Regnery Publishing, Inc., 2003. ISBN 0-385-50680-5
- Chernus, Ira Monsters To Destroy: The Neoconservative War on Terror and Sin, Boulder, CO, Paradigm Publishers, 2006 ISBN 1-59451-276-0
- Dolan, Chris J (2005). In War We Trust: The Bush Doctrine And The Pursuit Of Just War. Ashgate Publishing, Ltd. tr. 229. ISBN 0-7546-4234-8.
- Dolan, Chris J (2004). Striking First: The Preventive War Doctrine and the Reshaping of U.S. Foreign Policy. Betty Glad. Palgrave Macmillan. tr. 232. ISBN 1-4039-6548-X.
- Donnelly, Thomas The Military We Need: The Defense Requirements of the Bush Doctrine, Washington, D.C., American Enterprise Institute Press, 2005. ISBN 0-8447-4229-5
- Gaddis, John Lewis Surprise, Security, and the American Experience, Cambridge, MA, Harvard University Press, 2004. ISBN 0-674-01174-0
- Grandin, Greg Empire's Workshop: Latin America, The United States, and the Rise of the New Imperialism, New York, Metropolitan Press, 2006. ISBN 0-8050-7738-3
- Hayes, Stephen (2005). The Brain: Paul Wolfowitz and the Making of the Bush Doctrine. New York: HarperCollins. ISBN 0-06-072346-7.